# Башмарин, Александр Яковлевич
Александр Яковлевич Башмарин (15.08.1905 — 03.02.1957) — советский конструктор стрелкового оружия, автор учебных пособий. Лауреат Сталинской премии (1950).

## Биография
С 1930 г. служил в РККА (после окончания института).
Во время войны — военинженер 2 ранга, инженер-подполковник, начальник 2-го отдела Управления стрелкового вооружения (УСВ) Главного Артиллерийского Управления РККА.
С 1943 г. председатель комиссии конкурса на разработку комплекса стрелкового оружия под 7,62-мм «промежуточный» патрон, в том числе ручного пулемёта, самозарядного карабина и автомата. В результате этого конкурса было создано несколько новых видов стрелкового оружия, в том числе автомат Калашникова.

## Награды
- Сталинская премия за выдающиеся изобретения и коренные усовершенствования методов производственной работы второй степени (1950) — за работы в области вооружения (разделил премию 100 000 рублей с: Дубовицкий, Николай Николаевич, Сергеев, Александр Николаевич, генерал-майоры инженерно-артиллерийской службы, Емец, Александр Романович, Литичевский, Исаак Яковлевич, инженер-подполковник)
- Ордена Ленина (1956), Красного Знамени (1950), «Знак Почёта» (1942), Красной Звезды (1943, 1945), Отечественной войны I степени (1944), Отечественной войны II степени (1945), медали «За боевые заслуги», «За оборону Москвы», «За победу над Германией».